# 于公异
于公異（?—?），唐朝蘇州吳县人。
建中二年進士，為李晟招討府掌書記，官朝散大夫、殿中侍御史。興元元年，官兵收復京城，公異撰述露布，德宗覽之而泣下。但公異與陸贄有隙，貞元中，陸贄為宰相，奏稱公異無素行，對待後母不孝，詔賜《孝經》，罷歸鄉里，遂不見用。坎坷以終。

## 延伸阅读
[在维基数据编辑]
 在维基文库阅读此作者作品
 《舊唐書/卷137》，出自刘昫《舊唐書》